# Giuseppe Veronese

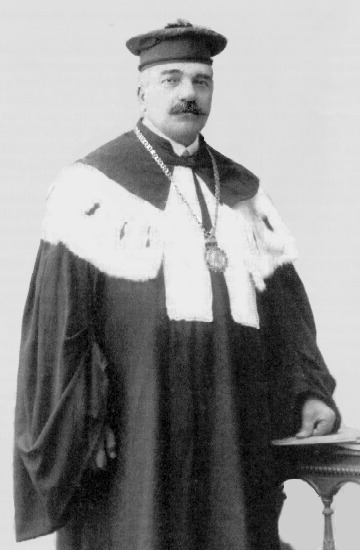
Giuseppe Veronese

Giuseppe Veronese (* 7. Mai 1854 in Chioggia bei Venedig; † 17. Juli 1917 in Padua) war ein italienischer Mathematiker.

## Leben
Veronese wurde als Sohn armer Eltern – sein Vater war Maler – im Fischerdorf Chioggia geboren und konnte nur dank der finanziellen Hilfe eines Patrons das Polytechnikum in Zürich besuchen, wo er Ingenieurwissenschaften und Mathematik studierte. Noch in Zürich korrespondierte er mit Luigi Cremona in Rom und setzte dort seine Studien fort. Noch vor seiner Graduierung publizierte er eine Arbeit über Pascals Hexagramm und wurde 1876 Assistent für analytische Geometrie in Rom. In den Jahren 1880 und 1881 war er bei Felix Klein in Leipzig und gewann 1881 einen Wettbewerb um den Lehrstuhl für algebraische Geometrie in Padua, der nach dem Tod seines Vorgängers vakant geworden war. Er beschäftigte sich mit projektiver Geometrie in höheren Dimensionen und entwickelte die nicht-archimedische Geometrie (1890), in denen das Archimedische Axiom nicht gilt. Er behandelt diese auch in seinen Grundzügen der Geometrie. Darüber entspann sich ein Streit mit Giuseppe Peano, der die Konsistenz dieser Geometrie bezweifelte und deren mangelnde Strenge kritisierte. Die Untersuchung der axiomatischen Grundlagen der Geometrie durch David Hilbert rechtfertigten aber Veronese. Wie andere italienische Mathematiker ging auch er in die Politik, zunächst in die Kommunalpolitik, ab 1904 wurde er Senator. Zu seinen Schülern zählen Guido Castelnuovo und Tullio Levi-Civita. 1908 hielt er einen Plenarvortrag auf dem Internationalen Mathematikerkongress in Rom (La geometria non archimedea).
Er schrieb auch mehrere Geometrie-Lehrbücher für Schulen, die den Euklidischen Lehrstoff mit größerer Strenge behandeln.

## Literatur

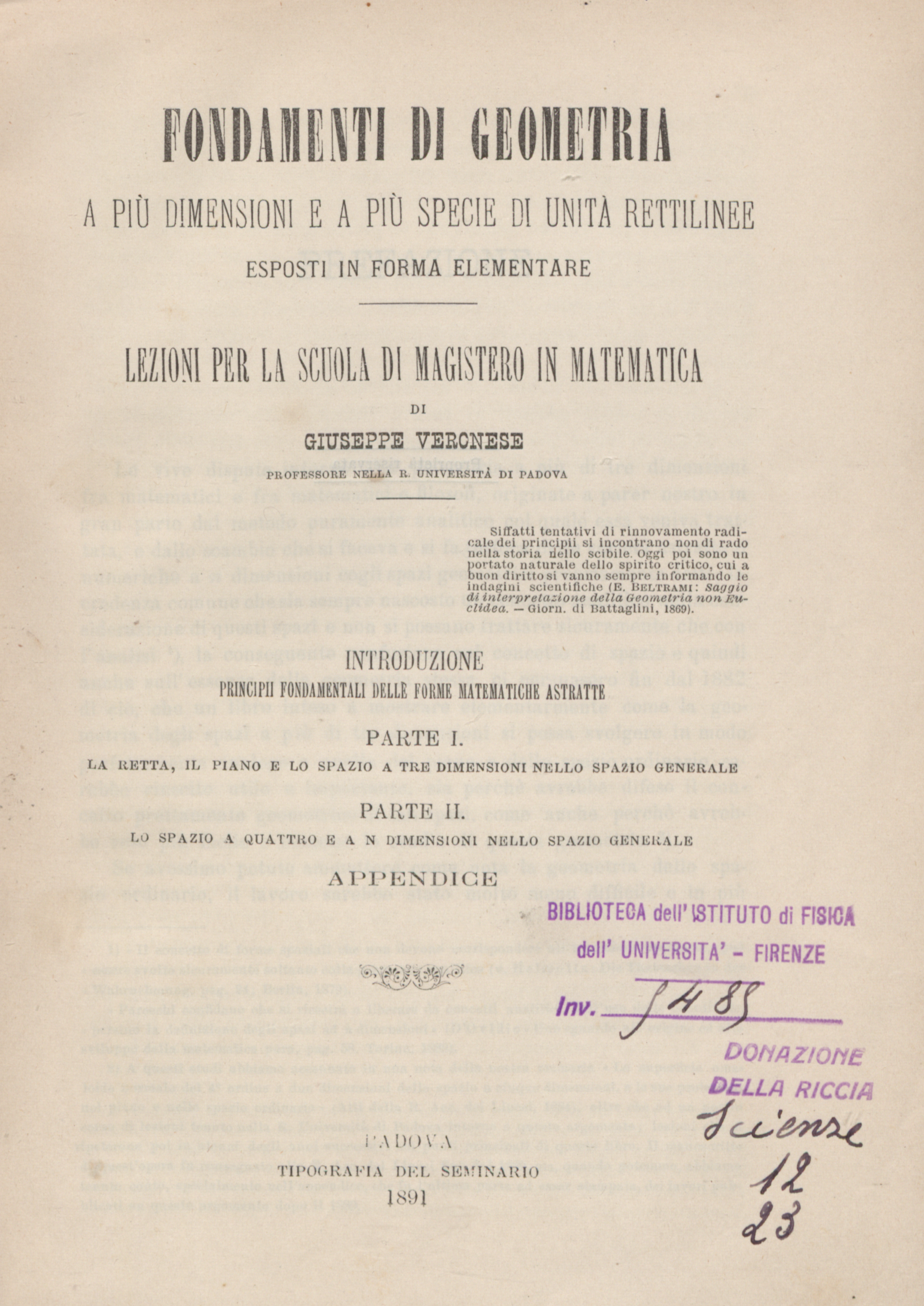
Fondamenti di geometria a piu dimensioni e a piu specie di unità rettilinee, 1891